# Militia Dei
Militia Dei (lat.: Soldaten Gottes) ist der Titel einer päpstlichen Bulle vom 7. April 1145, mit der Papst Eugen III. den Templerorden bestätigte.
Bezug nehmend auf die Bullen Omne datum optimum und Milites Templi bestärkte der Papst die Unabhängigkeit zum weltlichen Klerus und stärkte die Befugnisse der Ordenskapläne, da der Orden nun auch eigene Kirchen errichten durfte. Er erteilte dem Orden das Recht Steuern zu erheben und gab dem Ritterorden die Erlaubnis ihre Toten auf eigenen Friedhöfen zu bestatten.

Kreuz des Templerordens